# H2OH!
O refrigerante H2OH! é uma marca pertencente à PepsiCo, lançada em setembro de 2006 pela AmBev no Brasil.

## História
O refrigerante com a marca “H2OH!” foi lançado pela primeira vez, em caráter experimental, no mercado Americano, no ano de 1989 na cidade de Denver, resultando num fracasso e consequente retirada do mercado.
A marca “H2OH!” foi então guardada no catálogo de marcas registradas da PepsiCo.
Em 2003, a “Seven Up” (7 Up), também pertencente ao catálogo da PepsiCo, estava em processo de reformulação da formula para a produção de um novo produto em virtude da expressiva queda nas vendas. Foi então que, surgiu a partir de pesquisas a reformulação, com base na fórmula do refrigerante “Seven Up”. A nova fórmula utilizava quantidades menores de gás, comparando-se aos refrigerantes tradicionais, além de não possuir açúcar e corantes em sua composição, mas, com o sabor de limão do refrigerante “Seven Up”, também em doses menores.
Em julho de 2005, o refrigerante começa a ser comercializado na América Latina.
Em setembro de 2006, houve o lançamento do produto no Brasil, primeiramente nos estados de São Paulo e Rio de Janeiro e, posteriormente distribuído para todo o País.
O seu ingresso trouxe para o mercado brasileiro uma inovação no setor de bebidas, pois o produto trazia uma nova categoria de refrigerantes, a das “Águas saborizadas”.
No mês de outubro a Associação Brasileira da Indústria de Águas Minerais (ABINAM), com o intuito de proteger o consumidor, entrou com ação junto ao Ministério Público contra a marca “H2O!”, alegando que o nome do produto (H2OH!) estaria fazendo uma referência à fórmula química da água, o que, consequentemente induzia o consumidor ao entendimento de que se tratava realmente de água.
O sucesso alcançado no mercado brasileiro também acarretou um fato inusitado até então. Em maio de 2007, a AmBev teve que rever sua estratégia de fabricação e distribuição por causa da demanda inesperada acima do previsto, causando a falta do produto em algumas partes do país. A partir deste ocorrido, a fabricação passou a ser realizada em seis fábricas.
Em junho de 2007 foi lançado o sabor limão e tangerina.
Menos de um ano após a sua inserção no mercado, em julho de 2007, o refrigerante alcançou a marca de 23% das vendas totais de bebidas light e diet em São Paulo.
Em março de 2008, a AmBev lançou a “H2OH!” no sabor limão e maçã.
No mês de setembro de 2009, foi lançado o sabor “limão e abacaxi com hortelã”, em comemoração aos 3 anos da marca no Brasil.
Em abril de 2011, a AmBev lança seus novos produtos como parte da linha agora denominada Frutas, que é o “H2OH!” no sabor Frutas Laranja e “H2OH!” no sabor Frutas Citrus.
Em junho de 2012, é lançada o sabor Frutas Uva.

## Variantes da Marca
Atualmente, a marca de refrigerante “H2OH!” é comercializada em embalagens PET de 500 ml, e 1,5L, e possui em sua linha de produtos, as variantes de sabor:
- Limão
- Limão e Tangerina (extinto)
- Limão e Maçã
- Limão e Maracujá (extinto)
- Limão e Abacaxi com Hortelã (extinto)
- Frutas Laranja (Lanç. abril/2011)
- Frutas Citrus (Lanç. abril/2011)
- Frutas Uva (Lanç. junho/2012) (extinto)
- Limoneto (com maior teor de suco de limão)

## Composição
O refrigerante “H2OH!”, possui em sua composição as vitaminas B3, B5 e B6, além de sódio.